# Ítalo López Vallecillos
Ítalo López Vallecillos (San Salvador, 15 de noviembre de 1932 - Ciudad de México, 9 de febrero de 1986) fue un poeta, historiador, periodista y editor salvadoreño.

## Biografía
Fue el creador y guía de la mítica Generación Comprometida de El Salvador, a la que también pertenecieron Roque Dalton, Manlio Argueta y Álvaro Menen Desleal. Fue editor del diario El independiente, que durante dos décadas fue atacado por gobiernos militares. A principios de los años sesenta creó la Editorial Universitaria de El Salvador y la influyente revista La pájara pinta. A principio de los años setenta fundó la Editorial Universitaria Centroamericana (EDUCA), que durante casi treinta años dio a conocer a los escritores más importantes de la región. 

## Obras
- Biografía de un hombre triste (poesía, Madrid, 1954),
- Imágenes sobre el otoño (San Salvador, 1962),
- El periodismo en El Salvador (ensayo histórico, San Salvador, 1964),
- Gerardo Barrios y su tiempo (ensayo histórico, 1965),
- Burudi Sur (teatro, San Salvador, 1965),
- Puro asombro (poesía, San Salvador, 1970),
- Inventario de soledad (poesía, San Salvador, 1977).